# Pasquale Avallone
Pasquale Avallone (Salerno, 3 giugno 1884 – Salerno, 18 febbraio 1965) è stato un pittore e scultore italiano.

## Biografia
Nato a Salerno nel 1884 da Giuseppe, un pittore, e Anna Avallone, fratello di Mario Avallone, riceve le prime lezioni dal padre Giuseppe.
Nel 1903 si iscrive all'Accademia di belle arti di Napoli. Tra i suoi insegnanti avrà Vincenzo Volpe, Michele Cammarano e Stanislao Lista.
Tornato a Salerno, si dedica allo studio della pittura e della scultura. Nel 1909, alla LXVIII mostra della Società promotrice di Belle Arti a Torino espone un Autoritratto, valutato all'epoca 300 lire e nello stesso anno viene richiesta la sua iscrizione a L'Union Internationale des Beaux Arts et des lettres di Parigi: il comitato esecutivo gli chiede di aderire all'organizzazione entro il 16 luglio 1909. Con Pasquale Avallone l'eredità della "pittura di storia" si fa neomonumentalismo: nel 1910 gli viene affidato l'incarico per la creazione del plafond e del sipario del Teatro Municipale Luciani; due anni dopo decora la chiesa restaurata di Sant'Antonio Abate e poco dopo, la chiesa dell'Ave Gratia Plena; anni più tardi, si dedicherà alla chiesa dell'Annunziata.  Nel 1917 è premiato alla mostra della Promotrice "Salvator Rosa" di Napoli per il trittico Le madri, acquistato subito dalla Camera di Commercio di Napoli.
Affianca alla sempre più apprezzata attività artistica quella di insegnante e di membro della commissione per la conservazione dei monumenti antichi della provincia di Salerno dal 1923.
Nel 1924 partecipa a Milano all'Esposizione Annuale, organizzata dalla Società per le Belle Arti ed Esposizione Permanente, dove espone le opere Giovinetta e Salerno - Vecchie case. Nel 1922 gli viene commissionato un cofano in ebano e bronzo per l'incrociatore Campania, prima importante opera in bronzo dell'Avallone, che così si rivela anche abile scultore: il capolavoro gli vale il conferimento del titolo di cavaliere della Corona d'Italia da parte del Ministro della Marina Roberto De Vito. La rivista delle arti illustrate Cimento e il giornale newyorkese Il progresso italo-americano ne pubblicano le riproduzioni fotografiche.
Nel 1929 gli viene chiesto di elaborare lo stemma del neonato comune di Battipaglia.
Alla II Mostra salernitana d'arte, nel 1933, espone le opere Mia madre, Ultimo sole e Bagnanti.
Si afferma come maestro e punto di riferimento per i pittori salernitani degli anni Trenta del Novecento, fra cui Olga Schiavo, di cui dipinse un ritratto, così descritta, agli esordi del rapporto con il maestro, sulla rivista milanese Fiamma Italica: "Olga Schiavo giovanissima, allieva di Pasquale Avallone, frena il suo impeto ardente nella ricerca costante di assomigliare al Maestro".
Nel 1948 alcuni suoi dipinti sono esposti alla "Prima Annuale Nazionale d'Arte", un'occasione di confronto fra artisti di diverse generazioni e di diversa provenienza culturale e geografica, da Carrà a de Chirico, da Pia Galise a Mario Carotenuto, da Guttuso a Olga Napoli. Nello stesso anno un articolo dello storico d'arte Aurelio Tommaso Prete su Aldebaran: rivista internazionale d'arte così lo descrive: «L'anima, lo spirito, il cuore di Salerno palpita nel pennello di Pasquale Avallone.… Molte sono le opere dalle quali traspare limpida e saggia la sua arte, il San Francesco (palazzo Arcivescovile), Le Madri, Al Cimitero, gli affreschi del Municipio, della Banca d'Italia… e per la scultura, il Monumento ai Caduti di Baronissi.»
Molti suoi quadri sono esposti in maniera permanente presso la Pinacoteca provinciale di Salerno e nell'area museale del Palazzo storico della Camera di Commercio, insieme ad altri artisti come Olga Napoli, Alfonso Gatto, Olga Schiavo.
Numerose saranno le opere che Avallone realizzerà per enti, amministrazioni cittadine e chiese della provincia salernitana, fra le quali:
- Immacolata Concezione, affresco sul soffitto della chiesa di Sant'Antonio Abate e Santa Rita in Salerno (1913).
- Cofano in ebano e bronzo per custodire la bandiera di combattimento dell'incrociatore Campania (1922).
- Gli affreschi del Palazzo antico della Camera di Commercio di Salerno (1927).
- Gli affreschi dell'Aula Magna del Liceo Ginnasio Torquato Tasso (1932)
- Monumento ai caduti di Baronissi del 1927, (Piazza della Repubblica) replicato l'anno dopo in quello presente nell'ingresso dell'Archivio storico di Salerno.[21]
- Il busto bronzeo di Matteo Luciani, primo sindaco della Salerno postunitaria, collocato nel centrale corso Garibaldi in Salerno. (1937)[22][23]
- Monumento a Matteo Ripa, Eboli (1937)[24]
- Ciclo degli affreschi nel Palazzo di Città di Salerno, denominati "Il grande Fregio", iniziati nel 1936 e terminati nel 1947, raffiguranti la storia della città[25].
- Santi Evangelisti, chiesa dell'Annunziata, Salerno.[26]
- Affreschi nella chiesa di San Michele Arcangelo, Bellosguardo
- Quattro dipinti di forma ovale, raffiguranti le allegorie de Il Risparmio, L'Industria, L'Agricoltura e Il Commercio Marittimo, eseguiti nel 1930 per il Palazzo della Banca d'Italia.
- Tomba monumentale di Mons. Nicola Monterisi nella cattedrale di San Matteo (1953)
- Monumento alle vittime dell'alluvione nel Cimitero monumentale di Salerno, in memoria delle vittime del fango che nel 1954 si riversò nel centro della città.

## Mostre e concorsi
- LXVII Mostra della società promotrice di Belle Arti, Torino, 1909
- Mostra Nazionale d'arte pura e applicata, Napoli, 1910
- Mostra della Società promotrice di Belle Arti "Salvator Rosa", Napoli, 1911
- Esposizione artistica indipendente, Roma , 1911
- Mostra della Società promotrice di Belle Arti "Salvator Rosa", Napoli, 1916
- XXXVIII Esposizione, Napoli 1916
- Concorso Patria, Roma, 1918
- Esposizione annuale, Milano 1924
- Concorso nazionale francescano, Mostra Permanente, Milano 1925
- Esposizione d'arte francescana, Milano 1925
- I Mostra Salernitana d'arte , Salerno, 1927
- II Mostra salernitana d'arte, Salerno, 1933
- Con gli occhi dei poeti: Giuseppe, Mario e Pasquale Avallone, Salerno, 1968
- Officina accademica e suggestioni del colore. Pasquale Avallone, artista tra due secoli, Salerno, Pinacoteca Provinciale, 2010
- Pasquale Avallone: Figure di una terra dipinta, Salerno, Sala del Gonfalone del Palazzo di Città, 2013